# Spermophilopsis
O Spermophilopsis leptodactylus é um esquilo-terrestre e é monotípico de seu gênero Spermophilopsis.

## Descrição
O Spermophilopsis leptodactylus é um esquilo de médio porte, com uma cabeça e comprimento do corpo entre 200 e 280 mm e comprimento da cauda de cerca de 70 a 90 mm. A cor da pelagem é separada, com o lado dorsal de uma coloração amarela a amarelo-acinzentado e o lado de baixo, ventral, branco. Não existem listras evidentes nesta espécie. O pelo é muito curto no verão e longo e difuso no inverno. Com esta mudança sazonal no pelo, o esquilo é ativo durante todo o ano. A parte inferior da cauda tem uma coloração preta e o topo é franjado com cerdas amarelas e brancas. As solas dos pés são muito peludas durante todo o ano. Uma das características mais marcantes são as garras longas que são poderosas e têm vários usos como cavar buracos.
Uma característica única do S. leptodactylus são os vários pares de vibrissas no lado inferior do seu corpo. Vibrissas são pêlos duros, semelhantes a bigodes de gatos, que são muito sensíveis a ambientes circundantes. As vibrissas nesta esquilo pode ser útil quando se está subindo através de arbustos.

## Comportamento
Este esquilo-terrestre é social, como a maioria das espécies de esquilo-terrestre, mas tende a ter pequenos grupos familiares em comparação com colônias de cães-da-pradaria. A pequena família se reune e em torno de tocas que estão perto ou ocultas por arbustos e folhagem.  A dieta do esquilo varia de frutas e sementes até vegetação verde e insetos. Tem-se observado que viaja quase 1.000 metros em busca de alimento, quando suas fontes de alimento diminuem.

## Distribuição
Esta espécie é geralmente difundida na Ásia Central. Ela foi registrada no sudeste do Cazaquistão, Turquemenistão, Uzbequistão, oeste do Tajiquistão, nordeste do Irã e noroeste do Afeganistão. No Afeganistão, foi registrada até 1.000 m de altitude.